# Te Wairoa
Te Wairoa è una città fantasma, conosciuta anche come la città sepolta, vicina alle rive del lago Taraweda in Nuova Zelanda.

## Storia
Fu un insediamento di Maori ed Europei, fondato nel 1848 dal reverendo Seymour Mills Spencer sulla strada per le terrazze rosa e bianche. 
Venne distrutto da un'eruzione del vulcano Tarawera il 10 giugno 1886. 120 persone morirono nella catastrofe.
Una casa comune Maori chiamata Hinemihi fornì residenza ai sopravvissuti durante l'eruzione, per poi essere ricollocata nel 1892 a Clandon Park come oggetto ornamentale e souvenir di William Onslow, IV conte di Onslow.
Il villaggio sepolto è aperto al pubblico e gli oggetti recuperati sono stati posti in un museo dedicato.